# Jörg Vollmer

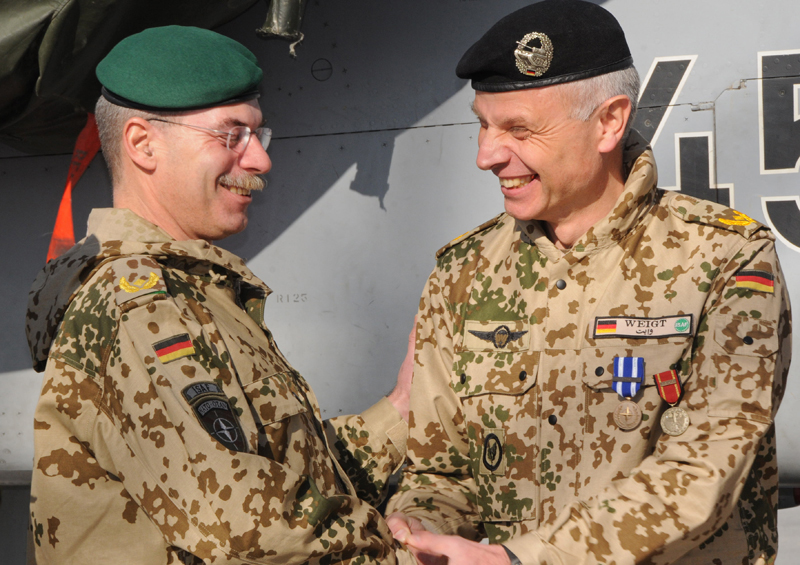
Jörg Vollmer (links) mit Jürgen Weigt (2009)

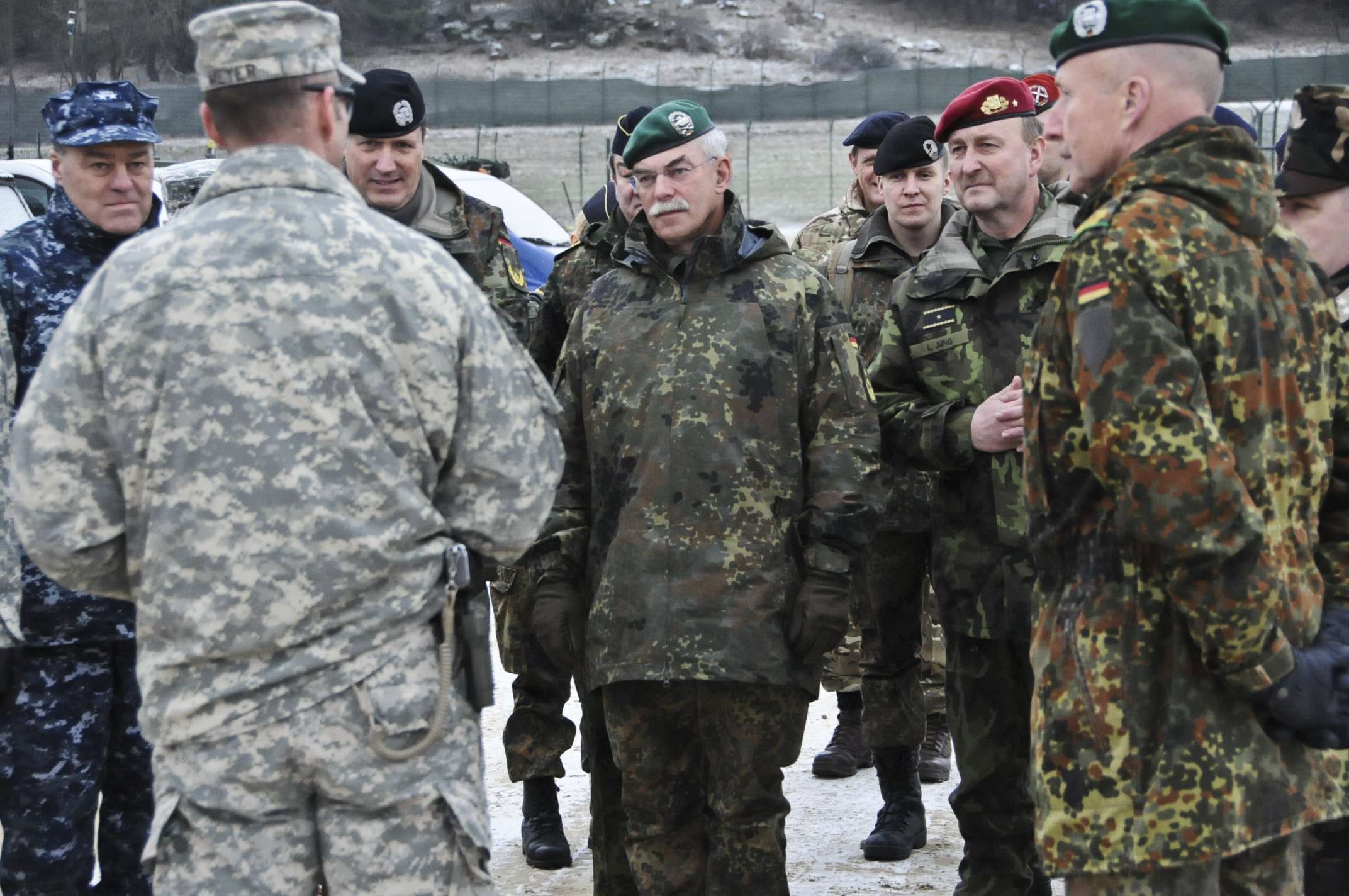
Jörg Vollmer (Mitte), 2015

Jörg Vollmer (* 7. September 1957 in Bremen) ist ein General außer Dienst des Heeres der Bundeswehr und war in seiner letzten Verwendung bis zum 3. Juni 2022 Befehlshaber des Allied Joint Forces Command der NATO in Brunssum (Niederlande).

## Militärische Laufbahn

### Ausbildung und erste Verwendungen
Vollmer trat 1978 in den Dienst der Bundeswehr und wurde bis 1979 in Ahlen und Hammelburg zum Offizier ausgebildet. Von 1979 bis 1982 absolvierte er ein Studium der Wirtschafts- und Organisationswissenschaften an der Universität der Bundeswehr Hamburg und schloss dieses als Diplom-Kaufmann ab.
Nach dem Studium war Vollmer in der Boehn-Kaserne in Hamburg bis 1985 als Zugführer in der 3. Kompanie des Panzergrenadierbataillons 173 eingesetzt. Im Anschluss daran diente er 1986 im selben Bataillon als Nachrichtenoffizier (S2). 1986 erfolgte die Versetzung nach Lübeck, wo Vollmer bis 1989 Kompaniechef der 2. Kompanie des Panzergrenadierbataillons 172 war. Von 1989 bis 1991 diente er in Munster als Kompaniechef der 5. Kompanie des Panzergrenadierlehrbataillons 92. Danach absolvierte er von 1991 bis 1993 den 34. Generalstabslehrgang Heer an der Führungsakademie der Bundeswehr in Hamburg, wo er zum Offizier im Generalstabsdienst ausgebildet wurde, und erhielt anschließend die Ernennung zum Major.

### Dienst als Stabsoffizier
Nach dieser Ausbildung war er bis 1995 als Referent für militärpolitische Grundlagen und bilaterale Beziehungen im Führungsstab der Streitkräfte (Fü S III 1) im Bundesministerium der Verteidigung in Bonn eingesetzt.
1995 erfolgte die Versetzung nach Neustadt (Hessen), wo er bis 1997 als Operationsstabsoffizier (G 3) im Stab der Panzerbrigade 14 diente. Während dieser Zeit war Vollmer vom November 1996 bis zum Mai 1997 im Auslandseinsatz als Adjutant des stellvertretenden Kommandeurs (Logistik) und Kommandeurs des Unterstützungskommandos der IFOR/SFOR in Zagreb eingesetzt. Zurück in Deutschland übernahm er in der Lausitz-Kaserne in Doberlug-Kirchhain 1997 das Kommando über das Fallschirmjägerbataillon 373.
Von 1999 bis 2001 war er an der Hamburger Führungsakademie der Leiter des Fachzentrums Planübungen. Von 2001 bis 2002 absolvierte Vollmer ein Advanced Operational Art Studies Fellowship (AOSF) an der School of Advanced Military Studies in Fort Leavenworth, Kansas, Vereinigte Staaten.
Von 2002 bis 2004 war er Abteilungsleiter G 3/G 2 im Streitkräfteamt in Bonn unter dem Amtschef Generalmajor Dieter Henninger. Anschließend leitete er bis Oktober 2006 in Bonn im Führungsstab der Streitkräfte das Referat (Fü S III 2) Militärstrategische Grundlagen; Deutsch-Französische Arbeitsgruppe Militärische Zusammenarbeit unter dem Stabsabteilungsleiter Wolfram Kühn.

### Dienst im Generalsrang
Zum 27. Oktober 2006 übernahm Vollmer von Markus Kneip das Kommando über die Jägerbrigade 37 in Frankenberg in Sachsen. In dieser Verwendung wurde er zum Brigadegeneral ernannt. Unter seinem Kommando erfolgte zum 1. April 2007 die Umbenennung der Brigade in Panzergrenadierbrigade 37. Vom 10. Januar bis zum 3. Oktober 2009 war Vollmer mit Teilen der Brigade erneut im Auslandseinsatz, diesmal im Rahmen der International Security Assistance Force in Afghanistan, wo er Kommandeur des deutschen Einsatzkontingents und zugleich Regionalkommandeur Nord (RC North) war. Dieses Kommando gab er nach neun Monaten an Jürgen Setzer ab. Während seines Einsatzes ereignete sich im September 2009 im Verantwortungsbereich des untergeordneten Provincial Reconstruction Teams (PRT) Kundus der folgenschwere Luftangriff bei Kundus.
Am 19. Oktober 2010 übergab Vollmer das Kommando über die Frankenberger Panzergrenadierbrigade 37 an Gerd Kropf. Vollmer selbst wurde nach Münster versetzt, wo er am 5. Oktober 2010 den Posten des Chefs des Stabes des I. Deutsch-Niederländischen Corps übernahm. Am 6. Oktober 2011 folgte als Generalmajor die Führung der Division Spezielle Operationen in Stadtallendorf, welche er am 12. Juni 2014 an Brigadegeneral Eberhard Zorn, den späteren Generalinspekteur der Bundeswehr, übergab.
Vollmer übernahm daraufhin am 25. Juni 2014 in der General-Olbricht-Kaserne in Leipzig seinen neuen Dienstposten als Stellvertretender Inspekteur des Heeres und Kommandeur Einsatz beim Kommando Heer von seinem Vorgänger Generalleutnant Reinhard Kammerer. Am 16. Juli 2015 wurde Vollmer schließlich als Nachfolger von Generalleutnant Bruno Kasdorf der 20. Inspekteur des Heeres. Der bis dato stellvertretende Kommandeur der Resolute Support Mission in Afghanistan, Generalleutnant Carsten Jacobson, folgte ihm als stellvertretender Inspekteur des Heeres und Kommandeur Einsatz.
Am 13. Februar 2020 übergab Vollmer den Dienstposten des Inspekteur des Heeres an seinen Nachfolger Generalleutnant Alfons Mais.
Am 22. April 2020 übernahm Vollmer den Dienstposten als Befehlshaber des Allied Joint Forces Command der NATO in Brunssum (Niederlande) von General Erhard Bühler. Damit einher ging die Beförderung zum General. Dieses Kommando gab er am 3. Juni 2022 an den italienischen General Guglielmo Luigi Miglietta ab. Im Zuge des Rückzugs der alliierten Truppen aus Afghanistan bezeichnete Vollmer den Umgang mit afghanischen Ortskräften als beschämend: „Wir hätten sie – und das wussten wir – deutlich früher nach Deutschland bringen können“.
Am 15. Juni 2022 wurde General Vollmer nach 44 Dienstjahren auf dem Paradeplatz des Bendlerblocks in Berlin mit dem Großen Zapfenstreich, aufgeführt durch das Wachbataillon und das Stabsmusikkorps der Bundeswehr, in den Ruhestand verabschiedet.
Er ist seit 2022 sachverständiges Mitglied der Enquete-Kommission Lehren aus Afghanistan für das künftige vernetzte Engagement Deutschlands des Deutschen Bundestags.

### Auslandseinsätze
- November 1996 – Mai 1997 als Adjutant (s. o.) in Zagreb
- 10. Januar 2009 – 3. Oktober 2009 Kommandeur RC North ISAF
- 21. Februar 2013 – 13. Februar 2014 Kommandeur RC North ISAF[9]

### Auszeichnungen
- 1985 Ehrenkreuz der Bundeswehr in Bronze
- 1989 Ehrenkreuz der Bundeswehr in Silber
- 1997 Einsatzmedaille IFOR in Bronze
- 1997 Einsatzmedaille SFOR in Bronze
- 1997 NATO-Medaille Former Yugoslavia
- 1997 Einsatzmedaille Fluthilfe 1997
- 2004 Ehrenkreuz der Bundeswehr in Gold
- 2007 Médaille de la Défense Nationale in Silber mit Spange Armée de Terre (Frankreich)
- 2009 Einsatzmedaille ISAF in Bronze
- 2009 NATO-Medaille ISAF
- 2013 Einsatzmedaille ISAF in Silber
- 2013 Service Medal of Alliance (Ungarn)
- 2014 Legion of Merit, Degree of Officer (USA)
- 2016 Legion of Merit, Degree of Commander (USA)
- 2016 Commandeur de L’Ordre National du Mérite (Frankreich)
- 2017 Cruz de la Victoria (Chile)
- 2017 Meritorious Service Medal (Singapur)
- 2017 Ehrenzeichen für Verdienste in Gold (Niederlande)
- 2018 Orden für die Verdienste um Litauen, Klasse Offizier
- 2018 Großes Goldenes Ehrenzeichen für Verdienste um die Republik Österreich
- 2020 Komturkreuz des ungarischen Verdienstordens[10]
- 2020 Medaille der Partnerschaft (Ungarn)

### Tätigkeit im Ruhestand
Jörg Vollmer ist als Strategic Advisor des Behörden Spiegel tätig.

## Privates
Vollmer ist verheiratet.